# William Russo
William Russo (Palermo, 2 aprile 1977) è uno schermidore italiano, campione del mondo di spada individuale paralimpico ai mondiali di Catania 2011.

## Attività sportiva
Vincitore di 10 medaglie mondiali, di numerose medaglie continentali e titoli nazionali, è uno degli atleti più vincenti della storia della scherma in carrozzina italiana.
L'11 ottobre 2011 si laurea campione del mondo di spada battendo lo schermidore russo Sergey Barinov con il punteggio di 15-10.
Nel 2013 viene assegnata a Russo la medaglia d'oro al valore atletico del CONI.
È attualmente tesserato per il Club Scherma Palermo allenato dal maestro Massimo La Rosa.

## Palmarès

### Mondiali
- Eger 2015
  - Spada Maschile - argento individuale
  - Fioretto Maschile - bronzo individuale
- Budapest 2013
  - Spada Maschile - 5º individuale
  - Fioretto Maschile - bronzo individuale
- Catania 2011
  - Spada Maschile - oro individuale
  - Fioretto Maschile - bronzo individuale
- Parigi 2010
  - Spada Maschile - bronzo individuale
  - Fioretto Maschile - bronzo individuale
- Torino 2006
  - Spada Maschile - argento individuale
  - Fioretto Maschile - bronzo individuale

### Europei
- Strasburgo 2014
  - Spada Maschile - 5º individuale
  - Fioretto Maschile - bronzo individuale
- Sheffield 2011
  - Spada Maschile - argento individuale
  - Fioretto Maschile - bronzo individuale
- Varsavia 2009
  - Spada Maschile - argento individuale
  - Fioretto Maschile - argento individuale
- Varsavia 2007
  - Fioretto Maschile - bronzo individuale

### Campionati italiani assoluti
- 2005
  - Spada Maschile - argento individuale
  - Fioretto Maschile - argento individuale
- 2006
  - Spada Maschile - oro individuale
  - Fioretto Maschile - oro individuale
- 2007
  - Spada Maschile - oro individuale
  - Fioretto Maschile - oro individuale
- 2008
  - Spada Maschile - oro individuale
  - Fioretto Maschile - oro individuale
- 2009
  - Spada Maschile - oro individuale
  - Fioretto Maschile - oro individuale
- 2010
  - Spada Maschile - oro individuale
  - Fioretto Maschile - oro individuale
- 2011
  - Spada Maschile - oro individuale
  - Fioretto Maschile - oro individuale
- 2012
  - Spada Maschile - oro individuale
  - Fioretto Maschile - oro individuale
- 2014
  - Spada Maschile - oro individuale
  - Fioretto Maschile - oro individuale
- 2015
  - Spada Maschile - oro individuale
  - Fioretto Maschile - oro individuale